# Reinhard Marheinecke
Reinhard Marheinecke (* 1955) ist ein deutscher Autor und Publizist.

## Leben
Marheinecke, vormals Bankkaufmann, nun Vorstand einer Sozialstiftung, hat 44 neue Winnetou-Romane, darüber hinaus Musicals, Kindermärchen, Jugendbücher, Biografien, diverse kabarettistische Bücher, Historische Romane, Hörbücher und Musik-CDs veröffentlicht. Sein Roman „Ich, der Lord von Barmbeck“ wurde von der Staatsbibliothek auf die Vorschlagsliste zum Buch des Jahres 2015 aufgenommen. Seit der Veröffentlichung von „Die Jagd des Old Shatterhand“ (1994) schreibt er neue Bücher mit Winnetou und Old Shatterhand und hat zusammen mit Jutta Laroche Karl Mays beabsichtigtes Werk „Winnetous Testament“ in acht Bänden umgesetzt.
Mit Nicolas Finke hat er das Buch „Karl May am Kalkberg“ (1999) über die Karl-May-Spiele in Bad Segeberg herausgebracht. Dazu folgten Ergänzungsbroschüren in den Jahren 2001 und 2004 und 2008 das Buch „Am Fuße des Kalkbergs“ über die Spiele in den 80er Jahren. Seit 2021 veröffentlichen Marheinecke und Finke im Karl-May-Verlag die vierbändige Buchreihe „Karl May auf der Bühne“. Mit Jutta Laroche hat Reinhard Marheinecke im Jahr 2005 die Biographie über Heinz Ingo Hilgers „Erinnerungen an Winnetou“ publiziert.
Außerdem schreibt er von Zeit zu Zeit im Karl-May-Magazin und ist im Kabarett „Die Kneifer“ aktiv, tritt in der Comedy Dusche in Hamburg auf und liest auf Autorenlesungen aus seinen Werken.
Seine Werke wiederholen dabei oft das gleiche Erzählmuster, das auch bei Karl May häufig zu beobachten ist: Der Hauptheld Old Shatterhand wird sehr oft selbst gefangen und muss sich daraus befreien.

## Werke (Auswahl)
- Durch Steppe und Savanne, Hamburg: CBK Productions
- Verhängnisvolle Fotografie,  Hamburg: CBK Productions, 2010
- Jäger und Gejagte, Hamburg: CBK Productions, 2009
- Am Fuße des Kalkbergs, Hamburg: Marheinecke, 2008
- Von Kontinent zu Kontinent, Hamburg: CBK Productions
- Entscheidung am Silbersee,  Hamburg: CBK Productions, 2007
- Spurensuche, Hamburg: CBK Productions, 2007
- Wüstenräuber, Hamburg: CBK Productions, 2006